# Gimnastyka sportowa na Igrzyskach Śródziemnomorskich 1959
Zawody gimnastyczne na Igrzyskach Śródziemnomorskich 1959 odbyły się w październiku w Bejrucie.

## Tabela medalowa
| Poz. | Państwo                       |   |   |    | Razem: |
| ---- | ----------------------------- | - | - | -- | ------ |
| 1    | Zjednoczona Republika Arabska | 6 | 4 | 5  | 15     |
| 2    | Francja                       | 2 | 4 | 4  | 10     |
| 3    | Hiszpania                     | 0 | 0 | 1  | 1      |
| Poz. | Razem:                        | 8 | 8 | 10 | 26     |

## Wyniki
| konkurencja                 | złoto                                                   | złoto      | srebro                                                  | srebro     | brąz                                                                                      | brąz       |
| --------------------------- | ------------------------------------------------------- | ---------- | ------------------------------------------------------- | ---------- | ----------------------------------------------------------------------------------------- | ---------- |
| Wielobój indywidualnie      | Robert Caymaris · Francja                               | 55.60 pkt  | Ismail Mohamed Abdallah · Zjednoczona Republika Arabska | 55.55 pkt  | Ahmed Ghoneim · Zjednoczona Republika Arabska                                             | 54.80 pkt  |
| Ćwiczenia wolne             | Ahmed Issa Allam · Zjednoczona Republika Arabska        | 18.80 pkt  | Ahmed Ghoneim · Zjednoczona Republika Arabska           | 18.80 pkt  | Robert Caymaris · Francja                                                                 | 18.65 pkt  |
| Ćwiczenia na koniu z łękami | Michel Mathiot · Francja                                | 18.25 pkt  | Robert Caymaris · Francja                               | 18.00 pkt  | Jaillard · Francja                                                                        | 17.15 pkt  |
| Ćwiczenia na kółkach        | Sharat Abdel Waress · Zjednoczona Republika Arabska     | 19.35 pkt  | Ahmed Ghoneim · Zjednoczona Republika Arabska           | 19.15 pkt  | Ismail Mohamed Abdallah · Zjednoczona Republika Arabska                                   | 19.00 pkt  |
| Skok                        | Ahmed Issa Allam · Zjednoczona Republika Arabska        | 19.00 pkt  | Ahmed Ghoneim · Zjednoczona Republika Arabska           | 18.60 pkt  | Jaime Belenguer Hervas · Hiszpania · Mohamed Dakkli Amine · Zjednoczona Republika Arabska | 18.55 pkt  |
| Ćwiczenia na poręczach      | Ahmed Ghoneim · Zjednoczona Republika Arabska           | 19.25 pkt  | Raymond Dot · Francja                                   | 19.05 pkt  | Robert Caymaris · Francja · Ismail Mohamed Abdallah · Zjednoczona Republika Arabska       | 19.00 pkt  |
| Ćwiczenia na drążku         | Ismail Mohamed Abdallah · Zjednoczona Republika Arabska | 19.00 pkt  | Michel Mathiot · Francja                                | 18.85 pkt  | Raymond Dot · Francja                                                                     | 18.70 pkt  |
| Wielobój drużynowo          | Zjednoczona Republika Arabska I ·                       | 333.00 pkt | Francja ·                                               | 332.00 pkt | Zjednoczona Republika Arabska II ·                                                        | 328.85 pkt |